# Грауэрт, Ульрих
Ульрих Грауэрт (нем. Ulrich Grauert, 6 марта 1889, Берлин, Германская империя — 15 мая 1941, Сент-Омер, Франция) — немецкий военачальник нацистской Германии, генерал-полковник Люфтваффе (1940).

## Биография
Окончил военное училище в Берлине. В 1909 году начал военную службу в прусской армии фендриком артиллерийского полка. В начале 1910 года — лейтенант, окончил курсы полевой артиллерийской школы в Ютербоге, затем в артиллерийском училище в Шпандау.
Участник Первой мировой войны, служил ординарцем при штабе 2- й полевой артиллерийской бригады генерала Отто фон Белоу . В чине обер-лейтенанта в марте 1915 года прошёл обучение в качестве пилота-наблюдателя. Служил в военной авиации. С декабря 1916 года — командир 28-й боевой эскадрильи, в 1918 году — 256-го авиаотряда.
После окончания войны остался на службе в рейхсвере, командовал воздушно-десантной службой дивизии. В составе фрайкора занимался подавлением спартаковцев, марксистов и социалистов Германии. Поскольку рейхсверу было запрещено иметь авиацию, в 1920 году Грауэр вернулся в артиллерию. До 1933 года командовал дивизией.
С возрождением вермахта, началась секретная подготовка Люфтваффе в СССР, поэтому Грауэр, с его лётными навыками, был переведен в авиацию. В 1936 году стал руководителем отдела Имперского министерства авиации в звании генерал-майора.
В 1937 году — в составе Высшего воздушного командования, позже — командир 1-й авиационной дивизии, в апреле 1938 года стал генерал-лейтенантом.
Участник Второй мировой войны. После вторжения в Польшу в 1939 году дивизия Грауэра была реорганизована в 1-й авиационный корпус, а он назначен командующим с присвоением звания генерал авиации.
Со своим корпусом участвовал во вторжении войск нацистской Германии в Голландию, Бельгию и Францию, битве за Британию.
Погиб во время инспекционного полёта в мае 1941 года, когда его Junkers Ju 52 был сбит в районе Сент-Омера во Франции лётчиками 303-го Варшавского истребительного дивизиона им. Тадеуша Костюшко.

## Награды
- Железный крест (1914) 2-го и 1-го класса (Королевство Пруссия)
- Королевский орден Дома Гогенцоллернов рыцарский крест с мечами (Королевство Пруссия)
- Знак военного летчика (Королевство Пруссия)
- Орден Железной короны 3-го класса с воинским отличием (Австро-Венгрия)
- Почётный крест Первой мировой войны 1914/1918 с мечами (1934)
- Медаль «За выслугу лет в вермахте» с 4-го по 1-й класс
- Пряжка к Железному кресту (1939) 2-го и 1-го класса
- Рыцарский крест Железного креста (29 мая 1940)
- Совмещённый нагрудный знак пилота и наблюдателя в золоте с бриллиантами